# St. Servatius (Beesten)

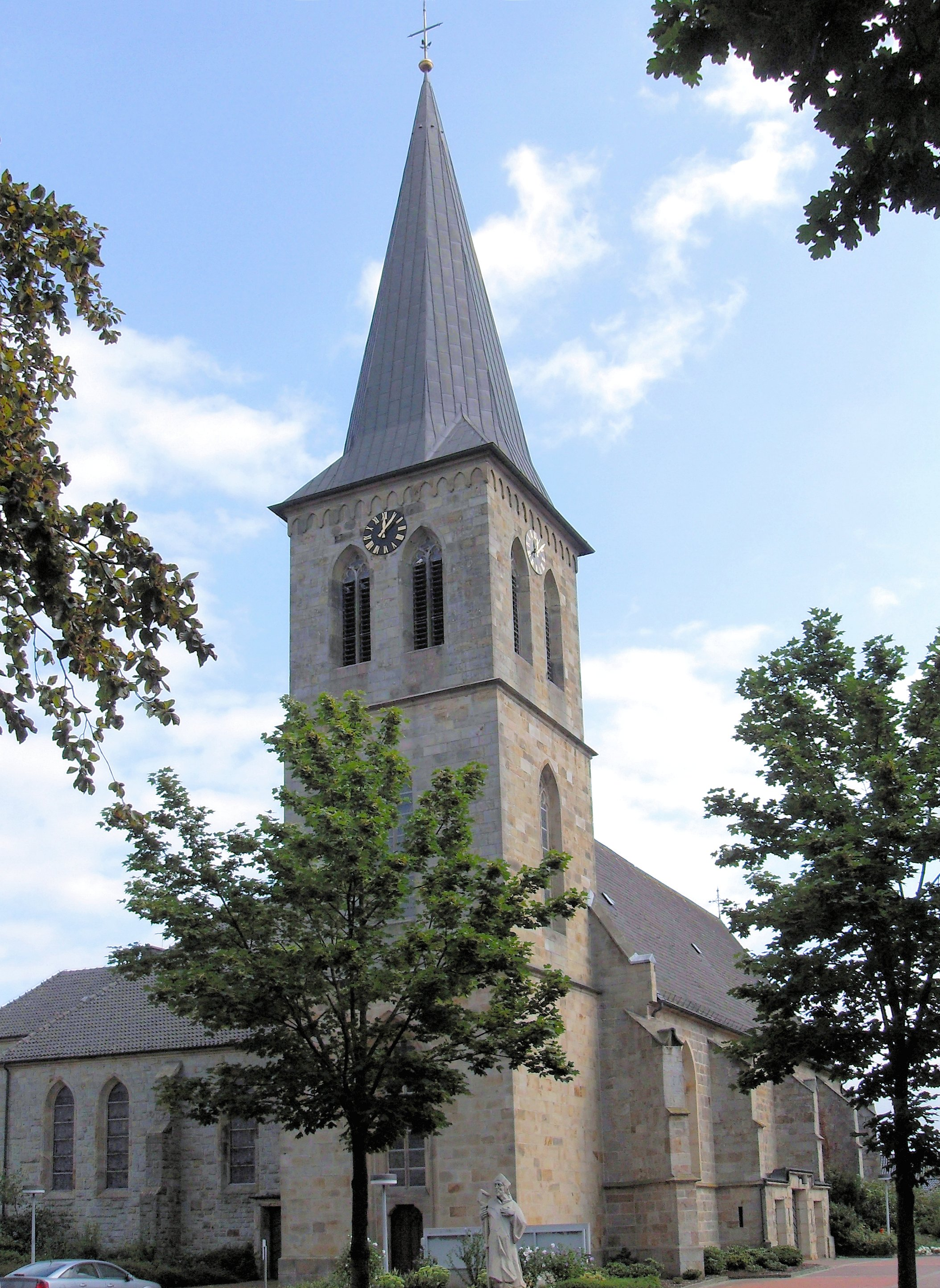
Beesten, St. Servatius

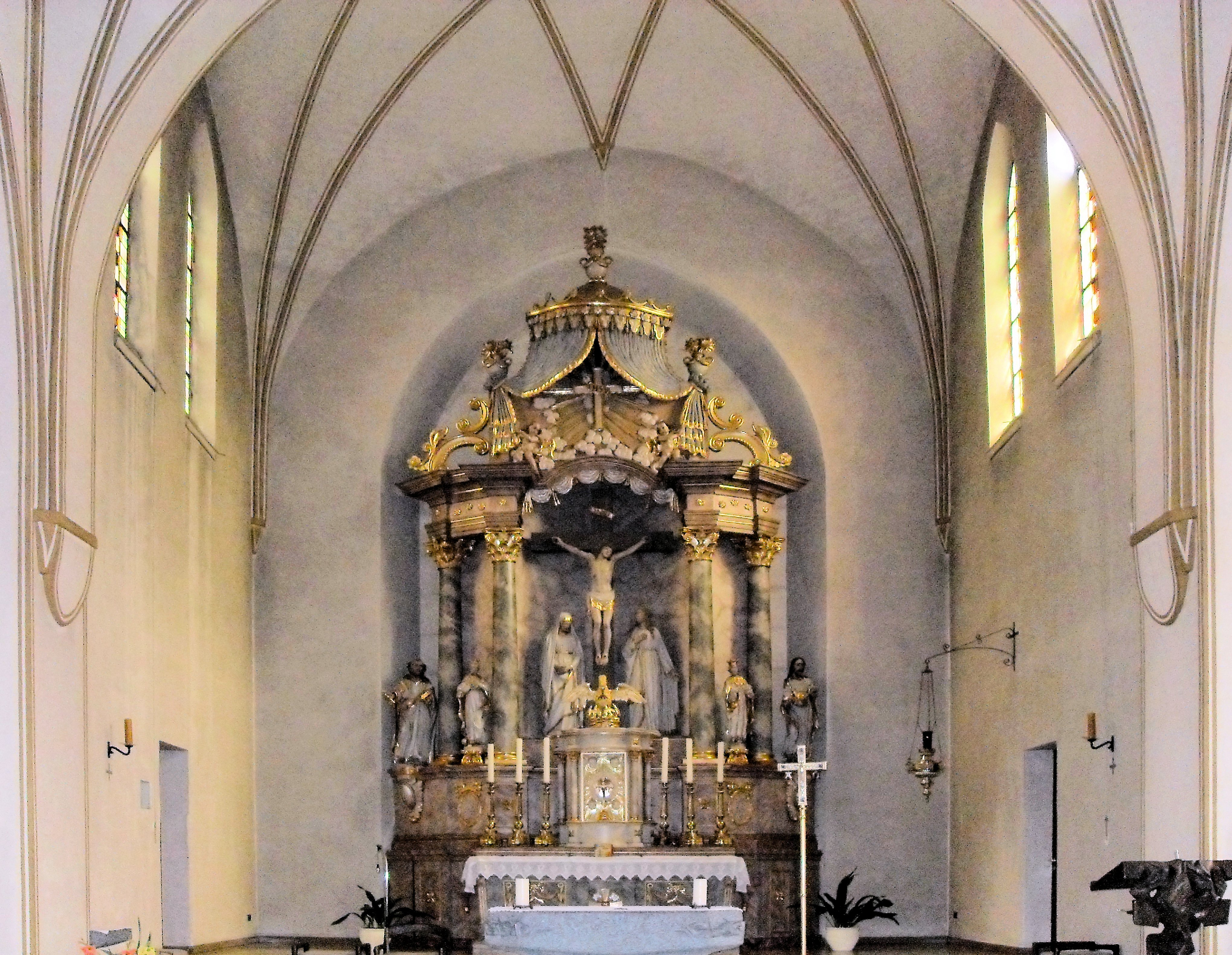
Hochaltar

St. Servatius ist die römisch-katholische Kirche in Beesten, Samtgemeinde Freren, im Süden des Landkreises Emsland in Niedersachsen.

## Geschichte
Der älteste Teil der Pfarrkirche stammt aus dem 13. Jahrhundert. In der ersten Hälfte des 16. Jahrhunderts wurde die Kirche im gotischen Stil vergrößert. Ab 1674 wurde die Ausübung der katholischen Religion in der Grafschaft Lingen untersagt und das Kirchengebäude den Reformierten übergeben. Bis 1718 wichen die Katholiken in eine Notkirche außerhalb der Grafschaft, auf Hopstener Gebiet, aus. Dann durfte der katholische Gottesdienst wieder in Beesten gehalten, zunächst in Privathäusern, dann in einer Notkirche. Von 1825 bis 1857 nutzten Katholiken und reformierte Christen das Gotteshaus gemeinsam. Der während dieser Zeit gefertigte freistehende Hochaltar im Empirestil enthält Reliquien des heiligen Simplicius und der Gefährtinnen der heiligen Ursula. Da die weiter wachsende, fast ausschließlich katholische Bevölkerung in der Kirche kaum noch Platz hatte, wurde im Jahre 1874 der alte Turm aus dem Mittelalter abgerissen, die Kirche durch ein weiteres Gewölbe in Westrichtung erweitert und ein neuer 50 m hoher Kirchturm errichtet. Der Turm brannte 1897 nach einem Blitzschlag aus und musste erneuert. In den 1930er Jahren wurde die Kirche ein weiteres Mal vergrößert: An der Nordwand entstanden ein weiterer Chor und zwei Sakristeibauten. Wegen der Liturgiereform waren im Altarbereich Erneuerungen erforderlich. 1979/80 wurden ein Volksaltar und ein Lesepult im Chorraum fertiggestellt.
St. Servatius ist seit 2009 Teil der Pfarreiengemeinschaft Freren mit den Kirchorten St. Vitus (Freren), St. Servatius (Beesten), St. Georg (Thuine), Unbefleckte Empfängnis Mariens (Suttrup-Lohe), St. Antonius (Messingen) und St. Andreas (Andervenne). Zur Gemeinde Beesten gehören über 1400 Katholiken.
2019 wurde das Kircheninnere umfangreich saniert. Mit 800 Litern Farbe wurde alle Innenräume neu gestrichen. Außerdem wurde eine neue Lautsprecheranlage eingebaut und die Heizung erneuert.

## Kircheninneres
Die große Hallenkirche mit 420 Sitzplätzen verfügt über gotische Maßwerkfenster und hat zwei Sterngewölbe und einen Chor mit vieleckigem Gewölbe.
Zu den Figurengruppen des dreistufigen Hochaltars zählt die zentrale Kreuzigungsgruppe mit einem hohen Kreuz. Dargestellt sind beim Kreuz Maria, die Mutter Jesu, und Maria Magdalena. Darunter befindet sich der Tabernakel mit einem Pelikan und seinen Jungen.
Links neben der Kreuzgruppe befinden sich die Figuren Petrus und eine Königsfigur, rechts neben der Kreuzgruppe sind Paulus und eine Königsfigur angebracht.
Der schlichte Altartisch steht vor dem Hauptaltar zum Volk hin gewandt, daneben der Ambo.
In der linken Nische befindet sich die Strahlenmadonna, in der rechten das Bild der Heiligen Familie.
Die oberen Bögen der Fenster des Hauptschiffs der Kirche stellen die sieben Sakramente dar.

### Werktagskapelle
Im nach Osten ausgerichteten älteren Teil der Kirche ist die Werktagskapelle eingerichtet mit einem Barockaltar in der Mitte. An der Wand dahinter ist das Lamm im Strahlenkranz aus der geheimen Offenbarung dargestellt.
Das Beichtzimmer befindet sich am linken hinteren Ende der Kapelle.
Als das älteste Kunstwerk der Kirche gilt die Sakramentennische aus Sandstein mit dem Ewigen Licht.
Ein Kunstwerk an den Wänden der Werktagskapelle ist die Figur der Mutter Anna mit ihrer Tochter Maria, der spätere Gottesmutter.
Ein Bildnis der Immerwährenden Hilfe hängt vor dem Beichtzimmer. Die Holzfigur des hl. Josef ist aus der späten Barockzeit.
Ein besonderes Kleinod der Kapelle ist der große Kronleuchter aus Messing.

### Raum der Stille
Durch einen Torbogen in der linken Wand der Kirche gelangt man in eine kleine Kapelle. Das ist der älteste Teil der Kirche. Dort steht die Pietà, die Schmerzensmutter Maria mit dem Leib ihres toten Sohnes auf dem Schoß. Die Figur ist aus Eiche gefertigt und bunt bemalt.
Die Gedenktafel der Gefallenen und Vermissten des Ersten Weltkrieges befindet sich rechts an der Wand neben der Pietà.

## Orgel

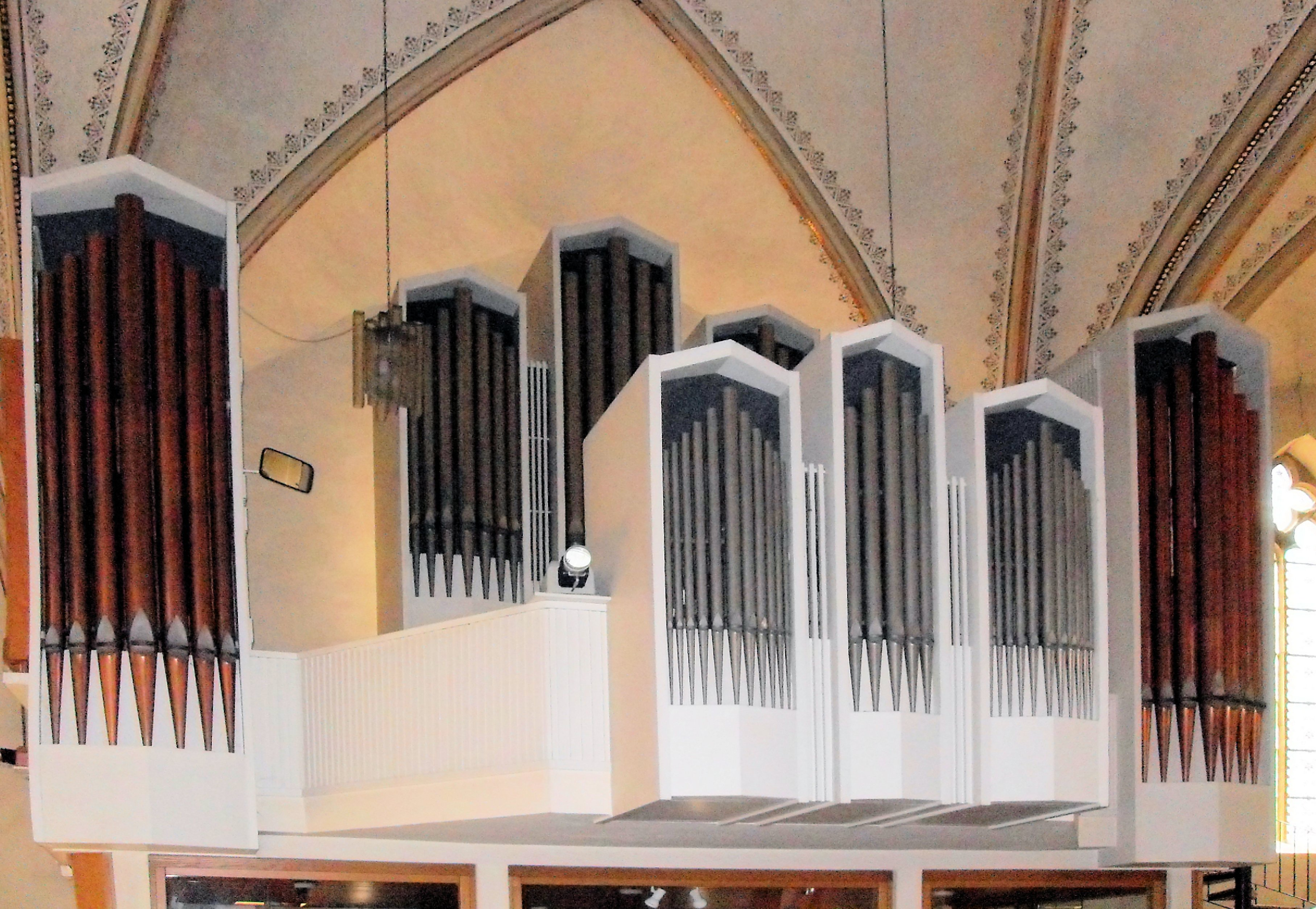
Orgel

Über dem Haupteingang im Süden der Kirche steht auf der Empore die 1968 neu angeschaffte Orgel des Orgelbauers Franz Breil aus Dorsten. Die Orgel hat zwei Manuale, 28 Register und 2000 Pfeifen.

## Glocken
Das Geläut besteht aus vier Glocken mit den tönen d', f', g' und a'.
Die beiden kleinen Glocken g' und a' werden geschwungen, die beiden großen d' und f' mit dem Hammer an die ruhenden Glocken angeschlagen.

## Kirchplatz
Vor dem Kirchturm steht zur Hauptstraße hin eine Figur des heiligen Servatius von Tongern, des Namenspatrons der Kirche.
Auf dem Vorplatz der Kirche zum Friedhof hin befindet sich das Ehrenmal für die vermissten und gefallenen Soldaten der beiden Weltkriege.